# Tatina River
Der Tatina River ist ein 38 Kilometer langer rechter Nebenfluss des South Fork Kuskokwim Rivers im US-Bundesstaat Alaska.

## Verlauf
Der Tatina River hat seinen Ursprung auf etwa 1000 m Höhe im Gletscherrandsee unterhalb des Tatina-Gletschers in den Kichatna Mountains, einem vergletscherten Teilgebirge der südlichen Alaskakette. Der Fluss strömt in überwiegend südwestlicher Richtung durch das Gebirge. Kurz vor seiner Mündung in den South Fork Kuskokwim River durchschneidet er den Gebirgszug der Teocalli Mountains. Die Mündung liegt auf einer Höhe von 424 m.
Der Tatina River entwässert ein Areal von etwa 575 km².